# Hydrolithon arenicola
Hydrolithon arenicola E.Y. Dawson, 1960  é o nome botânico  de uma espécie de algas vermelhas pluricelulares do gênero Hydrolithon, família Corallinaceae, subfamília Mastophoroideae.
- São algas marinhas encontradas na Baixa Califórnia, México.

## Sinonímia
- Hydrolithon arenicolum E.Y. Dawson (var. ort.)